# Ministri presidenti della Comunità germanofona del Belgio
Il Ministro presidente della Comunità germanofona del Belgio (in tedesco: Ministerpräsident der Deutschsprachigen Gemeinschaf) è il capo del governo di una delle tre comunità del Belgio.

## Storia
La carica è stata istituita nel 1984 con il nome di presidente dell'Esecutivo, in qualità di primus inter pares del collegio denominato Esecutivo. L'istituzione venne riformata nel 1993, con l'Esecutivo che passò ad essere denominato Governo della Comunità germanofona del Belgio ed il suo presidente che assunse la carica di ministro presidente.
Il governo ed il suo ministro presidente hanno sede ad Eupen e restano in carica per una legislatura di 5 anni. All'atto della nomina, i ministri prestano giuramento davanti al Parlamento della Comunità, mentre il Ministro presidente lo presta, oltre che davanti al Parlamento della comunità, anche davanti al Re del Belgio.

## Elenco dei Ministri presidenti
| Nr. | Nome | Nome                | Partito | Partito | Inizio          | Fine            | Governo    |
| --- | ---- | ------------------- | ------- | ------- | --------------- | --------------- | ---------- |
| 1   |      | Bruno Fagnoul       |         | PFF     | 6 giugno 1984   | 3 dicembre 1986 | I          |
| 2   |      | Joseph Maraite      |         | CSP     | 3 dicembre 1986 | 14 luglio 1999  | I, II, III |
| 3   |      | Karl-Heinz Lambertz |         | PS      | 14 luglio 1999  | 30 giugno 2014  | I, II, III |
| 4   |      | Oliver Paasch       |         | ProDG   | 30 giugno 2014  | in carica       | I, II      |